# Луцкевич, Иван Иванович
Ива́н Ива́нович Луцке́вич (бел. Іван Іванавіч Луцкевіч, 28 мая [9 июня] 1881, Шавли — 20 августа 1919, Закопане) — известный белорусский деятель, археолог, брат Антона Луцкевича. Братья Луцкевичи были издателями газеты «Наша Ніва».

## Биография
Родился в Шавлях в римско-католической обедневшей дворянской семье. Учился в Либавской и Минской гимназиях. За революционную деятельность в 1903 году попал в тюрьму.
Учился в Московском археологическом институте. Был одним из организаторов Белорусского музея Вильны, в 1918 году поддержал организацию БНР.
В последние годы жизни болел туберкулёзом, выехал на польский курорт Закопане, где и скончался. Был похоронен на Новом кладбище Закопане.
Приблизительно в 1963 году могила Ивана Луцкевича была убрана из реестра. В 1991 году историк Олег Латышонок нашёл место могилы Луцкевича, однако там уже было новое захоронение. Он взял землю с могилы, и 18 мая 1991 года состоялось торжественное символическое перезахоронение на кладбище Расу в Вильнюсе.

## Личная жизнь
В июне 1915 года Иван Луцкевич познакомился в Вильнюсе с Юлианой Менке, которая происходила из виленских немцев. Вскоре у них завязались отношения, которые продолжались до смерти Ивана. Пара не была обручена, ведь в условиях войны и сложного финансового положения Иван Луцкевич не хотел идти к семье Менке. Летом 1916 года он подарил Юлиане семейное обручальное кольцо, которое уже после Второй мировой войны Юлиана вернула семье Луцкевичей, ибо считала, что реликвия должна храниться у них.
В 1922 году Юлиана Менке вышла замуж за белорусского национального деятеля и архитектора Леона Витан-Дубейковского. Посвятила Ивану Луцкевичу несколько воспоминаний, под своим именем Юлианна Витан Дубейковская и под псевдонимом Кветка Вітан.

## Память
Во время немецкой оккупации Минска во Вторую мировую войну нынешние улица и переулок Толстого носили имя Ивана Луцкевича (нем.: Luzkewitschstrasse и нем.: Luzkewitsch Gasse).
В 1993 году в Минске был создан Фонд социальных инициатив и исследований имени братьев Луцкевичей. В частном музее Анатолия Белого есть памятная доска «Основателям БНР», на которой расположен, среди других, барельеф Ивана Луцкевича.
В 2001 году в Вильнюсе белорусской диаспорой было создано общественное объединение «Белорусский музей имени Ивана Луцкевича», которое действует по состоянию на 2022 год и имеет целью продолжение традиций Белорусского музея в Вильнюсе.
В 2006 году Белпочта выпустила конверт, посвященный Ивану Луцкевичу (художник Николай Рыжий).
13 марта 2018 года в Минске в рамках мероприятий к 100-летию Белорусского Народной Республики был торжественно открыт памятный знак в честь братьев Антона и Ивана Луцкевичей. Памятный знак расположен на месте домов Софьи Луцкевич по бывшей Садовой улице (ныне парк имени Янки Купалы), где братья жили в 1896—1906 годах. 20 августа — 11 сентября 2019 года в Государственном литературном музее имени Янки Купалы состоялась первая персональная выставка про Ивана Луцкевича, посвященная 100-летию со дня его смерти.